# Normannia
Normannia és una biblioteca digital que dona accés a una col·lecció de textos digitalitzats del patrimoni, la història i la cultura de Normandia de diferents moments temporals.
És administrat pel Centre régional des Lettres de la Basse-Normandie, en col·laboració amb les biblioteques, museus i arxius públics i universitaris de la regió.
L'idioma d'aquest recurs és el francès. Inclou només els textos de domini públic que són validats per un comitè científic i escanejats en mode text per poder ser trobats en una cerca. El contingut s'estructura per àrees temàtiques com literatura i costums de la regió, llibres sobre el folklore, textos científics, històrics o locals d'història i llibres de geografia, descripcions de paisatges, relats de viatges, etc. Conté més de 80.000 documents, entre llibres i articles de revista, sobre la història i els esdeveniments de diferents èpoques de recollits per les biblioteques de la Baixa Normandia.